# 1650 год в науке
В 1650 году произошли различные научные и технологические события, некоторые из которых представлены ниже.

## События
- Благодаря телескопу Джованни Баттиста Риччоли и Франческо Мария Гримальди разработали систему номенклатуры лунных объектов и начертили подробную карту видимой стороны Луны с более чем 200 деталями (опубликована в 1651 году). Предложенные ими названия лунных объектов закрепились в астрономии.
- Открытие сухопутного пути с Колымы на северное побережье Охотского моря отрядом помора Михаила Стадухина[1].

## Публикации
- Началась посмертная публикация трактата швейцарского ботаника Иоганна Баугина «Historia plantarum universalis» Ивердон-ле-Бен (закончена в 1651 году). Это по существу краткая энциклопедия ботанических знаний своего времени; книга описывает 5000 растений и содержит 3000 рисунков.
- Английский врач Фрэнсис Глиссон при поддержке членов Королевского колледжа врачей опубликовал первое обстоятельное исследование рахита: «De rachitide sive morbo puerili, qui vulgò The rickets dicitur»[2].
- Ирландский историк епископ Джеймс Ашшер опубликовал трактат «Annales veteris testamenti, a prima mundi origene deducti», в котором, анализируя библейские тексты, показал, что мир был создан в ночь на 23 октября 4004 года до нашей эры. Этот расчёт не будет поставлен под сомнение до второй половины XIX века[3].

## Родились
См. также: Категория:Родившиеся в 1650 году
- 16 августа — Винченцо Мария Коронелли, венецианский энциклопедист и картограф. Изготовил в Париже, по поручению Людовика XIV, земной и небесный глобусы, которые до сих пор хранятся в Парижской национальной библиотеке. Умер в 1718 году.
- 17 декабря — Христоф Арнольд, немецкий астроном (умер в 1695 году).
- (дата неизвестна) — Томас Севери, английский инженер, изобретатель парового насоса, предшественника паровой машины (умер в 1715 году).

## Скончались
См. также: Категория:Умершие в 1650 году
- 11 февраля — Рене Декарт, французский натурфилософ и математик (род. в 1596 году).
- 30 июня — Никколо Кабео, итальянский физик (род. в 1586 году).
- 18 июля — Христофор Шейнер, немецкий астроном, один из первооткрывателей солнечных пятен (род. в 1573 году).
- 6 августа — Джон Паркинсон, английский Королевский ботаник (род. в 1590 году)[4].